# فهرست قسمت‌های لیست سیاه
فهرست قسمت‌های لیست سیاه (انگلیسی: List of The Blacklist episodes) لیست سیاه یک سریال درام جنایی آمریکایی است که توسط جون بوکنکامپ ساخته شد و در ۲۳ سپتامبر ۲۰۱۳ در ان‌بی‌سی پخش شد. جیمز اسپیدر، مگان بون، دیگو کلاتنهوف، رایان اگولد، هشام توفیق و هری لنیکس در آن نقش آفرینی کردند.

## فهرست کلی قسمت‌ها
| فصل | قسمت‌ها | قسمت‌ها | تاریخ اصلی روی آنتن رفتن | تاریخ اصلی روی آنتن رفتن | رتبه | تعداد میانگین بیننده‌دگان (میلیون) |
| فصل | قسمت‌ها | قسمت‌ها | اولین بار                | آخرین بار                | رتبه | تعداد میانگین بیننده‌دگان (میلیون) |
| --- | ------ | ------ | ------------------------ | ------------------------ | ---- | --------------------------------- |
| ۱   | ۲۲     | ۲۲     | ۲۳ سپتامبر ۲۰۱۳          | ۱۲ مه ۲۰۱۴               | ۶    | ۱۴٫۹۵                             |
| ۲   | ۲۲     | ۲۲     | ۲۲ سپتامبر ۲۰۱۴          | ۱۴ مه ۲۰۱۵               | ۱۴   | 13.76                             |
| ۳   | ۲۳     | ۲۳     | ۱ اکتبر ۲۰۱۵             | ۱۹ مه ۲۰۱۶               | ۲۲   | 11.19                             |
| ۴   | ۲۲     | ۲۲     | ۲۲ سپتامبر ۲۰۱۶          | ۱۸ مه ۲۰۱۷               | ۳۰   | 9.25                              |
| ۵   | ۲۲     | ۲۲     | ۲۷ سپتامبر ۲۰۱۷          | ۱۶ مه ۲۰۱۸               | ۴۲   | 8.41                              |
| ۶   | ۲۲     | ۲۲     | ۳ ژانویه ۲۰۱۹            | ۱۷ مه ۲۰۱۹               | ۵۷   | 6.87                              |
| ۷   | ۱۹     | ۱۹     | ۴ اکتبر ۲۰۱۹             | ۱۵ مه ۲۰۲۰               | ۵۰   | 6.88                              |
| ۸   | ۲۲     | ۲۲     | ۱۳ نوامبر ۲۰۲۰           | ۲۳ ژوئن ۲۰۲۱             | ۵۱   | 5.47                              |
| ۹   | ۲۲     | ۲۲     | ۲۱ اکتبر ۲۰۲۱            | ۲۷ مه ۲۰۲۲               | ۵۰   | 4.77                              |
| ۱۰  | ۲۲     | ۲۲     | ۲۶ فوریه ۲۰۲۳            | ۱۳ ژوئیه ۲۰۲۳            | TBA  | TBA                               |